# Greniera denaria
Greniera denaria är en tvåvingeart som först beskrevs av Davies, Peterson och Wood 1962.  Greniera denaria ingår i släktet Greniera och familjen knott. Inga underarter finns listade i Catalogue of Life.